# Drottning Hedvig Eleonora (1680)
Drottning Hedvig Eleonora var ett svenskt linjeskepp, sjösatt 1680 och byggd på Stockholms skeppsgård på Skeppsholmen under ledning av skeppsbyggmästare Robert Turner. Hon bytte namn till Sverige i september 1694 och till Småland i oktober samma år.